# Jacky Ickx
Jacky Ickx (n. 1 ianuarie 1945, région métropolitaine de Bruxelles, Valonia, Belgia) este un fost pilot belgian de curse care a câștigat Cursa de 24 de ore de la Le Mans de șase ori și a obținut opt victorii și 25 de podiumuri în Campionatul Mondial de Formula 1, printre altele. Ickx a deținut mult timp recordul de victorii în Cursa de 24 de ore de la Le Mans, recordul său fiind doborât de Tom Kristensen în 2005, când acesta a obținut cea de-a 7-a victorie. De asemenea, a câștigat Campionatul Can-Am în 1979 și Raliul Paris-Dakar din 1983.

## Biografie
Format în motociclism, se dedică apoi curselor auto. Debutează foarte tânăr în Campionatul Mondial de Formula 1, la Marele Premiu al Germaniei din 1966; concurează până în 1979 participând în 119 curse de Mare Premiu, obținând 8 victorii, 13 de pole position-uri, 14 tururi rapide și 4 hat trick-uri. De asemenea, a participat la 16 curse non-campionat, câștigând trei. Vicecampion mondial în 1969, cu echipa Brabham, și în 1970 cu Ferrari, este considerat unul dintre cei mai buni piloți care nu au câștigat vreodată titlul mondial.
Ickx este cel mai bine cunoscut pentru versatilitatea sa, ceea ce i-a permis să triumfe în diferite discipline: în 1979 a fost campion al Can-Am cu Lola, în 1982-1983 este campion mondial de anduranță, în timp ce în 1983 a câștigat Raliul Paris-Dakar. Numele său rămâne în mod special legat de Cursa de 24 de ore de la Le Mans, câștigând de 6 ori întrecerea în decurs de trei decenii, cu mașini foarte diferite; el a câștigat, de asemenea, 6 Ore de la Daytona în 1972, și de două ori Cursa de 12 ore de la Sebring (1969 și 1972).
Fiul lui, Jacques, fratele lui, Pascal, și tatăl lui, Vanina, au fost și sunt de asemenea piloți.
1. ↑  Jacques Bernard Ickx, Roglo
2. ↑  Autoritatea BnF, accesat în 10 octombrie 2015
3. ↑  Czech National Authority Database, accesat în 1 martie 2022
4. ↑  „10 of the best racing drivers never to win an F1 title”. topgear.com. Accesat în 13 noiembrie 2022.